# Francisco de Sousa Martins
Francisco de Sousa Martins (Oeiras, 6 de janeiro de 1805 — 5 de maio de 1857) foi magistrado e político brasileiro. Foi presidente das províncias da Bahia, de 10 de dezembro de 1834 a 18 de abril de 1835, e do Ceará, de 3 de fevereiro a 9 de setembro de 1840.

## Biografia
Nasceu na fazenda Cana Brava, filho do coronel Joaquim de Sousa Martins e de Teresa de Jesus Maria. Pelo lado paterno era bisneto de Dom Valério Coelho Rodrigues, era sobrinho do Visconde de Parnaíba Manuel de Sousa Martins e do conselheiro Antônio de Sousa Martins, e era tio do ex-senador Antônio Coelho Rodrigues.
Em 1832, foi um dos primeiros brasileiros, e o primeiro piauiense, a receber o grau de bacharel em direito na Faculdade de Olinda; antes, porém, já havia cursado o primeiro ano da Academia Militar do Rio de Janeiro e dois anos da Faculdade de Cânones da Universidade de Coimbra. No mesmo ano, começou a trabalhar como advogado em Oeiras e, já em 1834, foi eleito juiz de direito daquela comarca. Também foi eleito para deputado geral para a legislatura de 1834-37.
Logo ao fim da primeira sessão da câmara temporária, foi nomeado presidente da província da Bahia, cargo que exerceu de 10 de dezembro de 1834 a 18 de abril de 1835. Durante seu curto governo, porém, ocorreu a Revolta dos Malês.
De volta à Câmara dos Deputados, foi nomeado chefe de polícia da Corte, cargo que exerceu por pouco tempo, uma vez que tinha que voltar para sua província natal.